# Milbank (Dél-Dakota)
Milbank település az Amerikai Egyesült Államok Dél-Dakota államában, Grant megyében, melynek megyeszékhelye is. Lakosainak száma 3544 fő (2020. április 1.).

## Népesség
A település népességének változása:

| 2010 | 3 353 |
| 2020 | 3 544 |